# Мурат (река)
Мура́т (тур. Murat Nehri, Мурад, Восточный Евфрат, Арацани — арм. Արածանի) — река, протекающая по Армянскому нагорью в Турции, важнейший приток Евфрата. Этимология неясна.
Мурат берёт начало в горах восточной Турции и протекает по длинной и узкой долине Армянского нагорья. Длина реки составляет 722 км, площадь бассейна около 40 тысяч км². Уровень воды сильно колеблется, поднимаясь в весеннее половодье (в апреле-мае) и оставаясь низким в остальное время. Река не судоходна, зимой участками замерзает.

## Место в истории
- В 68 году до н. э. на берегу Арацани произошло сражение между армянским войском под командованием Тиграна Великого и римской армией.
- Во времена принятия в Армении христианства как государственной религии в водах Арацани приняли крещение царь Трдат III с войском и населением[2].

## Хозяйство
В 1974 году в низовьях реки, близ места впадения Мурата в Евфрат, была построена крупнейшая в Турции плотина «Кебан» и образовано одноимённое крупное водохранилище. На плотине работает электростанция, вода из водохранилища используется для орошения.